# Brzeźnica (Wadowice)
Pour les articles homonymes, voir Brzeźnica.
Brzeźnica est une localité polonaise, siège de la gmina de Brzeźnica, située dans le powiat de Wadowice en voïvodie de Petite-Pologne.